# Club de Fútbol Fuenlabrada Promesas Madrid 2021
El Club de Fútbol Fuenlabrada Promesas Madrid 2021 es un club de fútbol de Móstoles en la Comunidad de Madrid (España) que juega en la Regional Preferente de Madrid. Fundado en 2016, en 2021 se convirtió en filial del Club de Fútbol Fuenlabrada.

## Historia
El Móstoles Balompié se formó en 2016 al ocupar la plaza federativa del C. D. C. Comercial para su recién creado primer equipo, club fundado en 1969 y federado en 1983, que en ese momento era un equipo filial del R. C. D. Carabanchel. El equipo jugaba en la Regional Preferente, pero consiguió el ascenso a Tercera División para la temporada 2019-2020.
Fue en aquel momento cuando el presidente del club, el exfutbolista Javi Poves, anunció el cambio de nombre por Flat Earth F.C. y de filosofía de la entidad, que desde aquel momento públicamente serían terraplanistas, lo que significa defender la teoría de que la Tierra es plana.
El equipo no dispone de estadio ni de instalaciones en propiedad, sino que las alquila. Esto se debe al hecho de que el mismo verano en que se cambió el nombre al club, el Deportivo Fátima recuperó el primer nombre del equipo y empezó un nuevo proyecto desde la categoría más baja del fútbol madrileño, manteniendo las categorías del fútbol base. De este modo, el Flat Earth FC mantuvo la plaza en Tercera División, pero abandonó el municipio de Móstoles.
Con el debut en la cuarta categoría del fútbol español, el club se hizo viral por los cánticos de sus aficionados, quienes defienden ser terraplanistas.
En el apartado deportivo, en la temporada 2019-20, el Flat Earth fue el primer equipo de fútbol masculino en tener una entrenadora en categoría nacional, con la incorporación de Laura del Río, exinternacional absoluta.
En diciembre de 2020 se hace oficial la marcha del impulsor y presidente del Flat Earth F. C., Javi Poves. Este cambio motiva un cambio de la filosofía de equipo "terraplanista" y durante unos meses el nombre del club se modifica al de Club Deportivo Elemental Madrid 2021.
En julio de 2021, se abre una nueva etapa con el acuerdo de filialidad con el Club de Fútbol Fuenlabrada, lo que conlleva un nuevo cambio de nombre del club y el quedar integrado dentro de la estructura del C. F. Fuenlabrada.

## Temporadas

### Datos del club
- Temporadas en Primera División: 0
- Temporadas en Segunda División: 0
- Temporadas en Segunda División B: 0
- Temporadas en Tercera División: 2
- Participaciones en la Copa del Rey: 0

### Móstoles Balompié
| Temporada | Nivel | División                    | Puesto | Copa del Rey |
| --------- | ----- | --------------------------- | ------ | ------------ |
| 2016/17   | 6     | 1ª Categoría de Aficionados | 1.º    |              |
| 2017/18   | 5     | Regional Preferente         | 12.º   |              |
| 2018/19   | 5     | Regional Preferente         | 2.º    |              |

### Flat Earth F. C.
| Temporada | Nivel | División    | Puesto | Copa del Rey |
| --------- | ----- | ----------- | ------ | ------------ |
| 2019/20   | 4     | 3ª División | 10.º   |              |
| 2020/21   | 4     | 3ª División | 9.º    |              |

### C. F. Fuenlabrada Promesas Madrid 2021
| Temporada | Nivel | División          | Puesto | Copa del Rey |
| --------- | ----- | ----------------- | ------ | ------------ |
| 2021/22   | 5     | 3ª División RFEF  | 3.º    |              |
| 2022/23   | 5     | 3ª División RFEF  | 15.º   |              |
| 2023/24   | 6     | Preferente Madrid | 5.º    |              |
| 2024/25   | 6     | Preferente Madrid |        |              |

## Palmarés

### Campeonatos regionales
- Primera Regional de Madrid (1): 2016-17 (Grupo 4) (como Móstoles Balompié).[21]
- Segunda Regional de Madrid (1): 2011-12 (Grupo 7) (como C. D. C. Comercial).[22]
- Copa RFFM de Tercera División (1): 2021-22 (como Fuenlabrada Promesas).[23]
- Subcampeón de la Regional Preferente de Madrid (1): 2018-19 (Grupo 1) (como Móstoles Balompié).[24]
- Subcampeón de la Primera Regional de Madrid (1): 2015-16 (Grupo 4) (como C. D. C. Comercial).[25]
- Subcampeón de la Segunda Regional de Madrid (1): 2008-09 (Grupo 6) (como C. D. C. Comercial).[26]
- Subcampeón de la Tercera Regional de Madrid (1): 2006-07 (Grupo 10) (como C. D. C. Comercial).[27]